# Rudolf Fick
Rudolf Armin Fick (ur. 24 lutego 1866 w Zurychu, zm. 23 maja 1939 w Berlinie) – niemiecki anatom, syn Adolfa Ficka.

## Życiorys
Studiował na Uniwersytecie w Würzburgu, Marburgu, Zurychu i Erlangen. W 1888 roku został doktorem nauk medycznych. Od 1889 roku asystent Alberta von
Köllikera. W 1891 roku został prosektorem w Würzburgu, w następnym roku habilitował się. W tym samym roku został profesorem nadzwyczajnym w Lipsku. Od 1905 roku profesor nadzwyczajny i prosektor na Uniwersytecie w Pradze, od 1909 roku na Uniwersytecie w Innsbrucku. Od 1917 roku na katedrze w Berlinie jako następca Heinricha Wilhelma Waldeyera. Członek Pruskiej Akademii Nauk od 1866 roku.
W 1893 roku ożenił się z Friedą z domu Prym. Z małżeństwa urodziło się trzech synów i dwie córki. Jeden z synów, Wilhelm (ur. 1898) był profesorem chirurgii w Monachium.

## Wybrane prace
- Ein neuer Ophthalmometer (1888)
- Über die Form der Gelenkflächen (1890)
- Über die Arbeitsleistung der auf die Fussgelenke wirkenden Muskeln (1892)
- Die Reifung und Befruchtung des Axolotleies (1893)
- Vergleichend anat. Studien an einem erwachsenen Orang-Utang I. und II. (1895)
- Über die Athemmuskeln (1897)
- Über die Entstehung der Gelenkformen mit Tierversuchen (1921)
- Über die Zwischenrippenmuskeln (1923)
- Einiges über Vererbungsfragen (1924)